# Damiaan De Schrijver
Damiaan De Schrijver (3 april 1962) is een Vlaams acteur, die zowel in de theaterwereld als op televisie bekendheid verwierf.

## Biografie
De Schrijver studeerde aan het Onze-Lieve-Vrouwecollege te Antwerpen en daarna aan het Koninklijk Vlaams Conservatorium in diezelfde stad. Samen met hem studeerden Jolente De Keersmaeker, Waas Gramser en Frank Vercruyssen af. Dit viertal richtte toneelgezelschap STAN op in 1989. Naast STAN gaat Damiaan De Schrijver ook allianties aan met andere gezelschappen zoals Compagnie De Koe.

## Filmografie
Buiten zijn talrijke acteerprestaties in het theater is Damiaan De Schrijver ook bekend van zijn rollen in televisiereeksen en films.

### Televisie
- Het verdriet van België (1995)
- Buiten De Zone (1996) - als Nic
- Terug naar Oosterdonk (1997) - als Robert Custers
- Heterdaad (1997) - als Maurice Cauwenberghs
- De Raf en Ronny Show (1998, 1999) - als veearts
- De Raf en Ronny Show (1998) - als vriend
- Recht op Recht (1998-2002) - als Stanny Michel
- Spike (2000)
- Kijk eens op de doos (2002)
- De vloek van Vlimovorst (2004)
- Matroesjka's (2005) - als Ludo Gulinck
- Koning van de wereld (2006) - als Dumont
- Stellenbosch (2007) - als Antoin
- Flikken Maastricht (2010) - als Bertrand
- De Ronde (2011) - als John Van Roey
- Witse (2012) - als Luc Versmisse
- Met man en macht (2013) - als Lode Verbist
- Generatie B (2017) - als Karel
- De Bende van Jan de Lichte (2018) - als Rademaeckers
- Callboys (2019) - als Max
- F*** You Very, Very Much (2021, 2023) - als Guy De Mulder

### Film
- Vrouwen willen trouwen (1992)
- Altijd ander water (1993)
- Hombres complicados (1997) - als vader Declercq
- L'amant de Maman (1997) - als bewaker
- Dief! (1998) - als Cesar
- Groenland (1998)
- To Be or Not to Be (2000)
- Inasmuch (2000)
- GSM (2002)
- Dennis van Rita (2006) - als Andre
- Helsinki (2009)
- Frits & Freddy (2010) - als Leon
- Bowling Balls (2014) - als Fred Roels
- Wat mannen willen (2015) - als Frank Faber
- Pippa (2016) - als Jean-Luc Devits
- Rosie & Moussa (2018) - als meneer Tak
- Pas le niveau (2018) - als Fabiaan
- Zomervacht (2023) - als Bruine Henrie